# 富山県住宅供給公社
富山県住宅供給公社（とやまけんじゅうたくきょうきゅうこうしゃ）は、かつて富山県に存在した地方住宅供給公社である。

## 概要
地方住宅供給公社法に基づき1966年に富山県住宅供給公社設立。分譲住宅事業及び宅地分譲事業等を行ってきたが、民間住宅や住宅ローン制度が充実したことにより公社の存在意義が薄れ、2009年3月31日をもって解散した。

## 沿革
- 1966年4月1日 - 地方住宅供給公社法に基づき、「富山県住宅供給公社」設立。
- 1966年 - 富山市布目団地、小杉町太閤山団地分譲開始。
- 1970年 - 小杉町太閤山賃貸住宅完成、県営住宅用地分譲。
- 1974年 - 富山県職員住宅建設工事監理業務受託。
- 1983年 - 富山県営住宅管理業務開始。
- 1989年 - 富山県職員住宅管理業務開始。
- 1990年 - 富山県教職員住宅管理業務開始。
- 1997年 - 八尾町営住宅等建設事業業務受託。
- 2000年 - 富山県住宅供給公社、富山県道路公社、富山県土地開発公社の総務部門を統合。
- 2001年 - 下村、利賀村、大島町公営住宅等建設事業受託。
- 2009年3月31日 - 解散。

## 主な宅地
- 月岡グリーンタウン西緑町団地
- 滑川市追分新成団地
- 上市町横越団地